# ۵۰۰ مایل به سمت شمال
۵۰۰ مایل به سمت شمال (به انگلیسی: 500 Miles North) یک فیلم درام اسکاتلندی اکران نشده به کارگردانی لوک ماسی، محصول سال ۲۰۱۱ است.